# リー・レドモンド
リー・レドモンド（英語: Lee Redmond、1941年2月2日 - 2023年12月14日）は、世界で両手合わせて最も長い手の指の爪の長さのギネス記録を持っている女性。フロリダ州の新聞、ナショナルインクワイヤラーは彼女の爪の伸び具合を数年ごとに経過を追って伝えている。1979年から爪を伸ばしており、当初は2006年11月22日に切る計画だと複数のトークショーにゲストとして出演し語っていたが、結局はそのまま切らずに保って伸ばすことに決めた。最近はCBSニュースの他、リプリーズ・ビリーブ・イット・オア・ノット!美術館などでも登場しており、最近に登場した際の情報によれば全ての指の爪の長さの平均で34インチ(86.36センチ)から35インチ( 88.9 センチメートル)ほどの長さになっているという。
現在はアメリカ合衆国のユタ州のソルトレイクシティに妹のシエラと一緒に暮らしており、重いコートを着るなどの長い爪で行うことが難しいことは彼女が手伝っている。しかし車の運転、掃除機での掃除、食器洗い、孫娘の散髪などは彼女自身が行っており、アルツハイマー病を患わっている夫の看病の邪魔にはなっていないと語った。
2009年2月11日、ユタ州のホラディで起きた多重事故に巻き込まれ、車外へと放り出された際に爪が折れてしまった。彼女は重傷を負ったものの命に別条はないという。
2023年12月14日にユタ州で死去。82歳没。